# 总苞草
总苞草（学名：Elytrophorus spicatus），为禾本科总苞草属下的一个植物种。